# Polyplectron napoleonis
Lo speroniere di Palawan (Polyplectron napoleonis R. Lesson, 1831), anche noto come speroniere napoleone, è un uccello galliforme di medie dimensioni della famiglia dei Fasianidi. Questo uccello ha un posto di rilievo nella cultura degli indigeni di Palawan. L'uccello è anche raffigurato nel sigillo ufficiale della città di Puerto Princesa.

## Descrizione

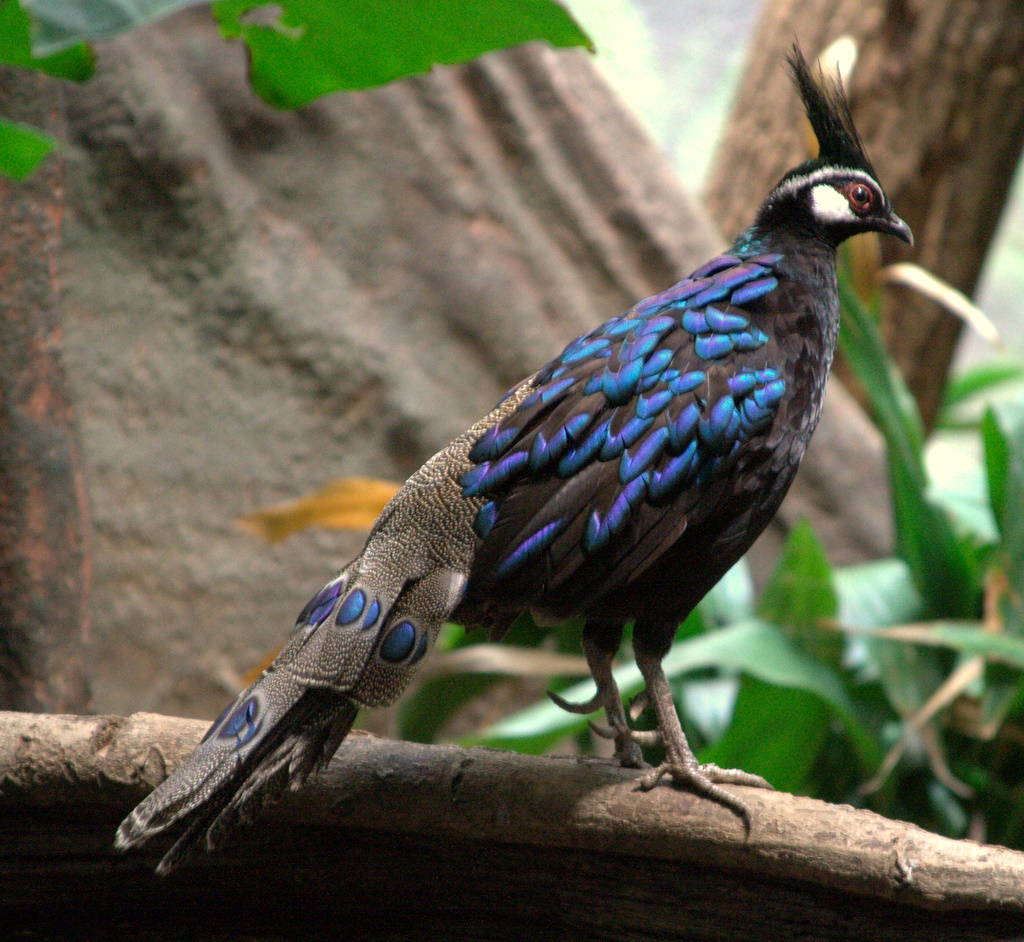
Un maschio, allo zoo del Bronx, New York

Il maschio misura circa 50 centimetri di lunghezza (di cui 24-25 costituiti dalla sola coda) per un peso di circa 436 grammi; le femmine, invece, misurano circa 40 centimetri di lunghezza (di cui 16,5-17 di coda), per un peso di 322 grammi.
La testa presenta una cresta appuntita, di colore verde. L'anello perioculare rosso è particolarmente messo in evidenza dalla vicinanza delle guance bianche. Il collo, la mantellina e le ali sono neri con dei riflessi metallici blu e verdi. Il dorso e il groppone sono bruno-neri con delle sottili macchie beige e dei grandi ocelli verde metallico cerchiati di nero e di beige. Da ventidue a ventiquattro rettrici dello stesso colore costituiscono la coda, che è ricoperta da ocelli identici. Il lato inferiore del corpo è nero, così come il becco e le zampe.
Le femmine sono leggermente più piccole dei maschi. Il loro piumaggio è prevalentemente marrone. Il mantello ed il petto sono di colore seppia scura. Le timoniere sono sostanzialmente simili a quelle del maschio, esibendo marcate adombrazioni e splendidi ocelli, anche se in misura minore rispetto ai maschi, in quanto il loro piumaggio è più atto alla mimetizzazione nel sottobosco delle foreste piuttosto che all'attrazione dell'altro sesso. Come il maschio, la femmina ha una corta cresta sul capo, ed il volta e la gola sono bianche.
I pulcini hanno una colorazione simile a quella delle femmine con evidenti segni gialli, livrea che entrambi i sessi manterranno nel loro primo anno di vita. Nel loro secondo anno di vita i maschi subadulti cominciano ad assumere le tonalità ed i colori vivaci degli adulti, ma il mantello e le copritrici alari sono contrassegnati da adombrazioni analoghe agli ocelli nel piumaggio di contorno di altre specie di speronieri.
Come altri speronieri, e come indica il nome, i maschi dello speroniere di Palawan e alcune femmine presentano due speroni che ornano i metatarsi. Queste strutture vengono usate per scavare e cercare il cibo nel sottobosco, e come strumenti di difesa ed offesa contro i predatori e nelle lotte intraspecifiche. Sono abili volatori in grado di compiere voli rapidi, diretti e sostenuti.

## Distribuzione ed habitat
La specie è endemica dell'isola di Palawan, al centro delle Filippine. Vive nelle foreste umide lungo la costa, ma anche in terreni accidentati, in aree di basse colline boscose. Il suo areale si estende infatti dal livello del mare fino alle zone montuose ricoperte da foreste primarie che occupano la parte centrale dell'isola e che sono situate a più di 600 metri di altitudine. A causa della deforestazione e del degrado dell'habitat, questa specie è stata sempre più respinta verso questi ultimi habitat montuosi.

## Tassonomia

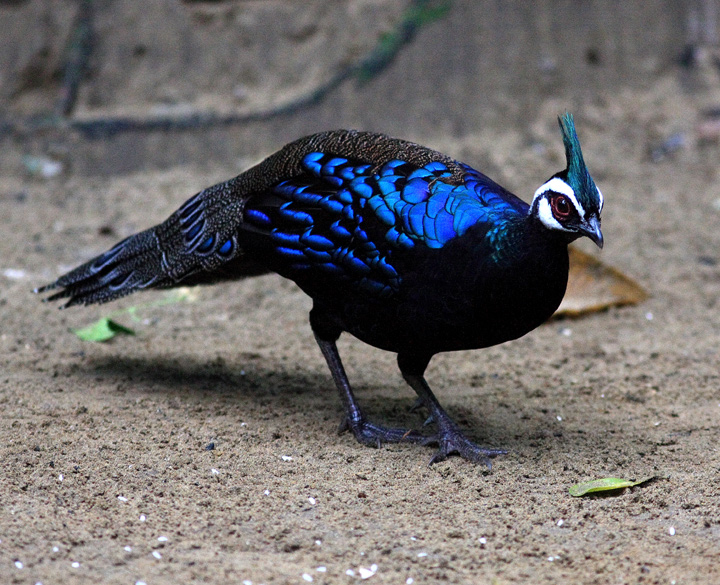
Maschio del morph "mascherato", a Sabang Beach, Palawan

Lo speroniere di Palawan, con il suo piumaggio unico ed il suo areale isolato, rappresenta una diramazione basale (Pliocene inferiore?, circa 5-4 milioni di anni fa) del genere Polyplectron (Kimball et al., 2001). La specie è ampiamente accettata come monotipica dalla comunità scientifica, sebbene vi siano variazioni individuali che farebbero supporre un'ulteriore diversificazione del taxon. Alcuni esemplari maschi presentano delle supercillia (strisce di piume bianche che corrono dal becco fino alla nuca) bianche, dandogli un aspetto "mascherato", mentre altri ne sono sprovvisti, esibendo volti più scuri, con creste più alte e dense, con macchie bianche prominenti sulle guance. Gli uccelli dotati di supercillia bianche sono talvolta classificati come una sottospecie distinta, ossia P. n. nehrkornae. Si pensa che il morph dalla guance bianche abiti prevalentemente nelle foreste più fitte dove c'è poca luce ambientale, nei terreni collinari, mentre il morph dotato di supercillia, o "mascherato", abiterebbe le foreste più aperte e dai terreni pianeggianti, dove la luce ambientale più elevata. Quest'ultimo morph mostra una cresta più corta, compatta e altamente iridescente. Le femmine delle due rispettive forme mostrano una differenziazione analoga. La cresta della femmina del morph mascherato è più prominente e densa con un piumaggio di contorno più chiaro.
Originariamente, l'animale era noto come Polyplectron emphanum, ma il nome Polyplectron napoleonis è stato dato un anno prima e ha la priorità sul nome più recente (Dickinson, 2001).

## Biologia
Durante la parata nuziale, il maschio cerca di attirare l'attenzione della femmina con un rituale che comporta allo stesso tempo sia un'offerta di cibo che un'apposita coreografia. Arruffando le piume del collo e della mantellina, agita la testa tenendo nel becco un succulento pezzo di cibo. Poi lo lascia cadere bene in vista davanti alla femmina. Se questa lo afferra, il maschio inizia quindi una vistosa parata laterale, scoprendo gli ocelli e le copritrici alari. Inoltre la cresta viene eretta e rivolta in avanti. Poi emette un lungo sibilo e procede con delle circonvoluzioni attorno ad essa. Se tutto va come previsto, la femmina rimane così impressionata da accettarlo come partner.

### Alimentazione
La dieta è prevalentemente vegetariana. Si nutre principalmente di semi, frutta, foglie e radici. Tuttavia, allo stesso modo delle altre specie di Polyplectron, consuma anche insetti, vermi e limacce che sono assolutamente necessari per l'assunzione di proteine.

### Riproduzione
I maschi possiedono arene di danza in cui si sfidano tra loro per conquistare i favori di una femmina. Questa pratica, assieme al fatto che le altre sei specie di Polyplectron hanno più femmine, lascia ipotizzare fortemente, nonostante non sia stato ancora dimostrato, che lo speroniere di Palawan sia poligamo. I maschi raggiungono la maturità sessuale alla fine del primo anno, ma iniziano ad accoppiarsi solo all'età di 3 anni, quando hanno acquisito completamente il piumaggio adulto e sono in grado di competere per le femmine. Queste ultime raggiungono la maturità e sono pronte alla deposizione all'età di 2 anni. Il nido può essere situato a terra o al di sopra del terreno. La femmina depone una o due uova di colore camoscio-bianco che cova per un periodo di 18-20 giorni. Il maschio non partecipa all'incubazione, ma fornisce il suo aiuto nell'allevamento e nell'alimentazione dei pulcini. I piccoli appena nati vengono imbeccati dai genitori. Tuttavia, dopo qualche giorno, gli adulti iniziano a chiamare i piccoli, incoraggiandoli a lasciare la sicurezza del nido, ben nascosto, per andare ad alimentarsi sul terreno scoperto. Nel giro di 10 settimane, i pulcini acquisiscono la totalità del loro piumaggio giovanile.

## Conservazione
A causa della continua perdita dell'habitat, delle dimensioni ridotte della popolazione e dell'areale limitato, nonché della caccia e della cattura per il commercio illegale, lo speroniere di Palawan è classificato come Vulnerabile nella Lista rossa delle specie minacciate IUCN. È elencato nell'Appendice I della CITES.